# Kalksteen

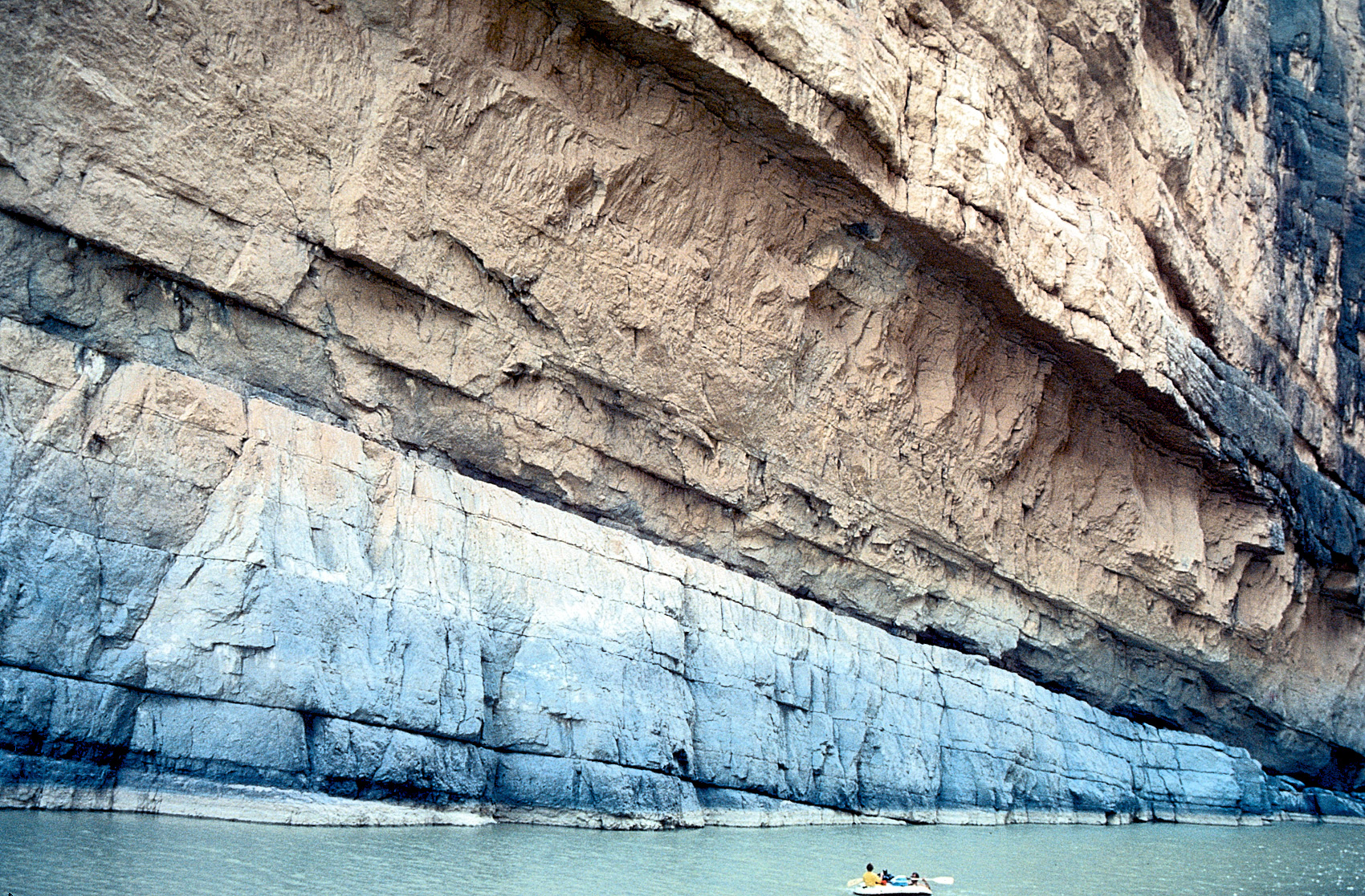
Kalksteenbanken in het Big Bend National Park (zuidwesten van Texas). Boquillas Formation, Cenomanien-Santonien (Boven-Krijt).

Kalksteen, carbonaatgesteente of carbonaatsteen is gesteente dat voornamelijk bestaat uit carbonaatverbindingen en -mineralen. Kalksteen ontstaat door de opeenhoping van (kalkhoudende) stoffelijke overblijfselen van in zee levende organismen. Er kunnen daarom fossielen van zeedieren in voorkomen, zoals schelpen, ammonieten, of koralen. Blauwe hardsteen is bijvoorbeeld een vorm van kalksteen die veel restanten van zeelelies (crinoïden) bevat.
Kalksteen wordt vooral in het warme water van tropische gebieden gevormd met de afzetting van kalkmodder in ondiepe zeeën en kalkskeletten in koraalriffen. Uit tijden waarin het absolute (eustatische) zeeniveau relatief hoog was, zoals het Jura en Krijt, zijn dikke lagen kalksteen afgezet. De reden is dat in die periodes een groot deel van de continenten met ondiepe zeeën bedekt was. Tegenwoordig wordt Mesozoïsche kalksteen onder andere aangetroffen in grote delen van het Middellandse Zeegebied en West-Europa, China, en Noord-Amerika. In Zuid-Limburg en de Haspengouw dagzoomt deze kalksteen deels in de vorm van krijtgesteente, dat "mergel" wordt genoemd. Ook de witte krijtrotsen van Dover bestaan uit krijtgesteente van deze ouderdom. In België komt in de Ardennen op veel plekken kalksteen uit het Devoon en Carboon voor.
In kalksteen treden vaak karstverschijnselen op zoals grotten met druipstenen, dolines, poljes en diepe karstdalen.

## Eigenschappen

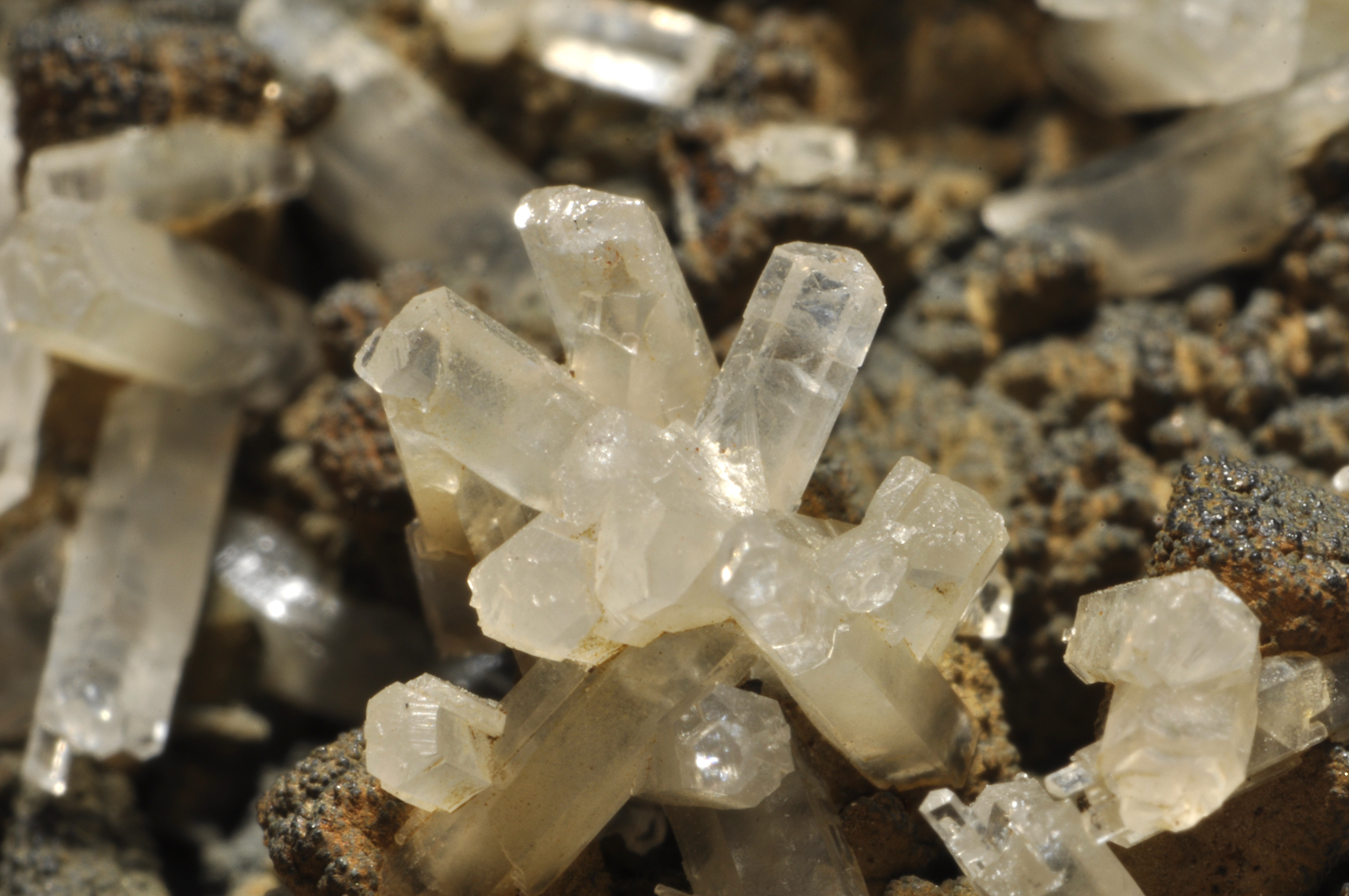
Aragoniet, een minerale vorm van calciumcarbonaat die een belangrijk aandeel in carbonaatgesteente heeft. De zuilvormige kristalvorm is typisch. De foto toont in vrije ruimte groeiende kristallen (samen met het zwarte ijzermineraal goethiet) gevonden in een mijn bij Imider, Marokko.

### Mineralogische samenstelling
In de natuur komt veel calciumcarbonaat (CaCO3) voor, en in mindere mate ook magnesiumcarbonaat (MgCO3) en ijzercarbonaat (FeCO3). 
Het meest voorkomende mineraal in kalksteen is calciet, een vorm van calciumcarbonaat. Een ander carbonaatmineraal is aragoniet, dat eveneens voornamelijk bestaat uit calciumcarbonaat. Deze twee mineralen zijn zogenaamde polymorfen, ze hebben dezelfde scheikundige samenstelling. Calciet kan een wisselende hoeveelheid magnesium bevatten, waardoor het onderverdeeld kan worden in magnesiumrijke en magnesiumarme calciet. Magnesiumrijke calciet is in de natuur minder stabiel en daarom zeldzamer. Bij een magnesiumgehalte van 50% is het belangrijkste mineraal dolomiet (CaMg(CO3)2). Gesteente dat vooral uit dolomiet bestaat heet ook dolomiet, of wordt ter onderscheid dolosteen genoemd. Bij een relatief hoog ijzergehalte kan een kalksteen de mineralen ankeriet (Ca2MgFe(CO3)4) en/of sideriet (FeCO3) bevatten.
Het soortelijk gewicht van kalksteen loopt uiteen van 2000 tot 2500 kg/m³.

### Textuur

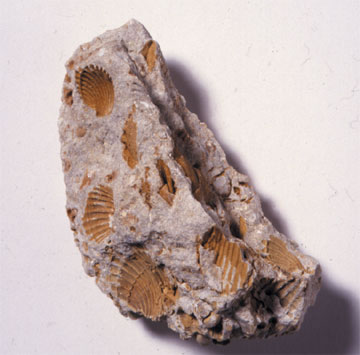
Kalksteen met fossielen als klasten.

De textuur van kalksteen bestaat uit verschillende delen: klasten, fossielen, kalkmodder en kristallen van carbonaten en andere mineralen. De klasten zijn fragmenten die zichtbaar van de rest van het gesteente te onderscheiden zijn maar er wel deel van uitmaken. De aard van klasten kan sterk verschillen: het kunnen bijvoorbeeld delen van schelpen of andere fossielen zijn, balletjes samengeklonterde kalk, of zandkorrels. Klasten bevonden zich voor de afzetting van het gesteente meestal niet op dezelfde plek: ze raakten bij de vorming het gesteente en met elkaar verbonden.
Kalkmodder of micriet is zeer fijn materiaal dat zelfs met de microscoop niet of nauwelijks kan worden onderscheiden. Veel kalksteen bestaat uit een matrix of grondmassa van kalkmodder. De klasten drijven als het ware in de kalkmodder, of de modder heeft de ruimte tussen de klasten opgevuld.
Het komt ook voor dat een kalksteen ontstond uit een groter organisme, dat een groot raamwerk vormde. Voorbeelden daarvan zijn koralen, rudisten, of andere in kolonies levende zeedieren met een uitwendig skelet. Nadat de organismen afsterven raakt het skelet opgevuld en bedolven met kalkmodder, die daarna versteent. Dit type kalksteen heeft een raamwerk van kalkskeletten dat zich voor de afzetting al op dezelfde plaats bevond.
De ruimte tussen klasten kan ook opgevuld worden door kristallen van carbonaten of andere mineralen. Kristallen kunnen daarnaast over andere texturen zijn heen gegroeid. Kristallen groeien door het neerslaan van mineralen uit zeewater of grondwater. Dit kan zowel tijdens de afzetting als na de vorming in poriën (open holtes). Omdat calciet een goed oplosbaar mineraal is, kan het makkelijk oplossen en elders weer neerslaan. De oplossing van calciet laat een grillig vlak achter, een styloliet. Door het neerslaan van mineralen in de poriën neemt de poriënruimte af, maar de sterkte van het gesteente neemt tegelijkertijd toe.

### Indelingen en naamgeving
Er zijn zeer veel soorten kalksteen. Als de kalksteen kristallijn is en vrijwel geheel uit gerekristalliseerde carbonaat-kristallen bestaat kan er onderscheid gemaakt worden op de chemische en mineralogische samenstelling. Een grotendeels uit dolomiet opgebouwd gesteente wordt een dolosteen genoemd (soms, verwarrend genoeg, ook wel "dolomiet"). Dolomiet ontstaat door dolomitisatie, een reactie waarbij een deel van het calcium in calciet wordt vervangen door magnesium. Omdat dolomiet een kleiner molair volume heeft dan calciet hebben dolomieten vaak een hoge porositeit, die ontstaat wanneer een uit calciet bestaande kalksteen in dolosteen omzet.
Kalksteen is vaak klastisch: het is opgebouwd uit klasten (fragmenten) met daartussen een matrix of grondmassa. De klasten kunnen silicaten, brokken kalk, ronde kalkconcreties, fossielen of fragmenten van fossielen zijn. 

Schematische indeling van carbonaatgesteente volgens Dunham (1962, bovenste rij) en met latere aanvullingen (onderste rij).

In sommige kalksteen bestaat de matrix uit kalkmodder (micriet), in andere gevallen bestaat de matrix uit kleine kristallen (spariet). Een ander verschil is of de klasten op elkaar rusten (zogenaamde klasten-dragende kalksteen) of niet (zogenaamde matrix-dragende kalksteen). Dit hangt af van het aandeel van de klasten in het totale volume en de grootte van de klasten.
Er bestaan meerdere indelingen die kalksteen op grond van al deze eigenschappen onderverdelen. De meest gebruikte zijn de indeling van Dunham en die van Folk. De eerste is makkelijker toepasbaar in het veld (met het blote oog), de tweede is specifieker maar kan alleen gebruikt worden als het gesteente door een microscoop wordt bekeken. De Dunham classificatie onderscheidt grainstone, packstone, kalkmudstone en wackestone. Boundstone is een type kalksteen met een textuur die vormde uit ter plekke levende (en gestorven) organismen. Een voorbeeld hiervan zijn koralen, die skeletten vormen waarin fijn sediment wordt ingevangen. Koraalriffen kunnen tientallen meters dikke harde lagen kalksteen vormen.
Krijt is een relatief fijne en zachte kalksteen dat vrijwel geheel bestaat uit de microscopische kalkskeletjes van algen en andere fauna (zogenaamde coccolieten).

## Vorming van kalksteen

### Sedimentatie
De organische processen waarmee de fijne kristallen gevormd worden waaruit kalksteen is opgebouwd, produceren niet noodzakelijkerwijs de meest stabiele mineralen. Ook het onder oppervlakte-omstandigheden metastabiele aragoniet wordt aangemaakt. De matrix van het gesteente bestaat vlak na sedimentatie daarom uit een mengsel van magnesiumrijke en magnesiumarme calciet en aragoniet.

### Diagenese
De cementatie van een kalksteen kan onder gunstige omstandigheden zeer snel gaan. In bijvoorbeeld sommige strandomgevingen, waar veel water aanwezig is dat door de poriën van de afgezette laag organische kalkskeletjes stroomt, kan in een aantal tientallen jaren al een solide gesteente ontstaan zijn. Er zijn voorbeelden bekend van kalksteen waarin als klasten glazen flesjes en ander menselijk afval te vinden zijn.
Het cement zal in een marien afzettingsmilieu bestaan uit aragoniet en calciet maar kan in een terrestrisch milieu alleen uit magnesiumarme calciet bestaan. Dit komt doordat grondwater of oppervlaktewater op het land altijd te onderverzadigd is in CaCO3 om aragoniet neer te laten slaan.
Micritisatie en neomorfose kunnen de oorspronkelijke interne structuur van de fossielen of fossielfragmenten uitwissen. Dit maakt het herkennen van de fossielen moeilijker, zeker als de kalkskeletjes oorspronkelijk uit aragoniet of magnesiumrijk calciet waren opgebouwd. De oorspronkelijke matrix van het gesteente bestaat uit zeer fijne deeltjes, zogenaamde micriet, maar zal door neomorfose veranderen in zogenaamde microspaten, kleine bladvormige kristallen.
De kalksteen kan verder veranderen door een mechanisme dat drukoplossing wordt genoemd. Delen van het gesteente lossen daarbij op en zogenaamde stylolietvlakken worden gevormd. Dit heeft compactie tot gevolg: het volume van het gesteente neemt af.
Dolomitisatie is een proces dat alleen onder bepaalde omstandigheden (zoals in de grenszone tussen zout en zoet grondwater) kan plaatsvinden waarbij de calciet wordt omgevormd naar het mineraal dolomiet. hierdoor neemt de dichtheid van het gesteente af.
Als het gesteente dieper komt door tektonische subsidentie kunnen door cementatie alle poriën dicht raken met secondaire kristallen. Grondwater gaat dan een minder belangrijke rol spelen zodat alle cement in oplossing uit het gesteente zelf afkomstig moet zijn. Drukoplossing is dan het aandrijvende mechanisme van cementatie.
Als kalksteen op nog grotere diepte en temperatuur komt kan metamorf worden. Alle oorspronkelijke sedimentaire structuren en fossielen verdwijnen dan als gevolg van intense rekristallisatie. Men spreekt dan van een marmer.

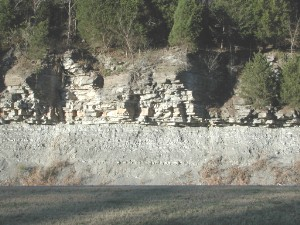
Schalie met daarboven kalksteen, Cumberland Plateau, Tennessee, VS

### Effect van eustasie
In het Jura en Krijt en het grootste deel van het Paleozoïcum lag het zeeniveau veel hoger dan tegenwoordig als gevolg van de eustatische verandering van het zeeniveau. Hierdoor stond een groot deel van de continenten onder water en vormde ondiepe zeeën. In deze ondiepe zeeën werd kalk aangemaakt zodat uit deze tijden overal ter wereld grote massieve lagen kalksteen te vinden zijn.
Een andere invloed van de eustasie is dat in de tijden waarin relatief veel land droog stond, zoals in het Trias of Perm, meer oppervlakte bedekt was met landplanten. Dit kan een hogere snelheid van fotosynthese tot gevolg hebben gehad waardoor zich minder koolstofdioxide in de atmosfeer bevond. De hoeveelheid opgeloste magnesium kan in zulke tijden hoger worden door de grotere hoeveelheid aan erosie blootgesteld gesteente op land, terwijl de relatieve concentratie van opgelost calcium in zeewater juist afneemt. Veel organismen die hun skeletten uit kalk bouwen hebben in tijden met een hoog zeeniveau daarom een calciet-skelet; terwijl in tijden met een laag zeeniveau (zoals tegenwoordig) soorten met aragoniet-skeletten meer voorkomen.

## Toepassing
Kalksteen wordt veel gebruikt tijdens de productie van bouwmaterialen. Portlandklinker, de belangrijkste grondstof voor portlandcement, bestaat voor ongeveer 70% uit kalksteen. Kalksteen wordt ook gebruikt in de hoogovens bij de productie van staal, om onzuiverheden als silica te kunnen verwijderen. In de voorloper van de offsetdrukmethode, lithografie, wordt kalksteen gebruikt als drager voor de te drukken afbeelding.